# شكيلة لقمان
شكيلة لقمان ( (بالأردوية: شکیلہ لقمان)‏ سياسية باكستانية كانت عضواً في المجلس الوطني الباكستاني، من يونيو 2013 إلى مايو 2018.

## الحياة السياسية
تم انتخابها لعضوية المجلس الوطني الباكستاني كمرشحة للرابطة الإسلامية الباكستانية (ن) على مقعد مخصص للنساء من البنجاب في الانتخابات العامة الباكستانية عام 2013 .   